# Mansehra
Mansehra (in urdu مانسہرہ) è una città del Pakistan, situata nella provincia del Khyber Pakhtunkhwa.